# Гузиков, Михоэл Иосеф
Михо́эл Ио́сеф Гу́зиков (идиш מיכל יוסף גוזיקאָװ‎ — Михл Йойсеф Гузиков; 2 сентября 1806, Шклов, Могилёвский уезд, Могилёвская губерния — 21 октября 1837, Ахен) — еврейский ксилофонист-виртуоз, создатель классической модели этого инструмента и один из первых сольных исполнителей на нём.

## Биография
Гузиков родился в семье небогатых музыкантов-клезмеров. В детстве обучался игре на флейте и дульцимере (инструменте рода цимбал), выступал в качестве уличного музыканта. После перенесённой болезни, давшей осложнения на лёгкие, ему пришлось отказаться от карьеры исполнителя на духовых инструментах. 

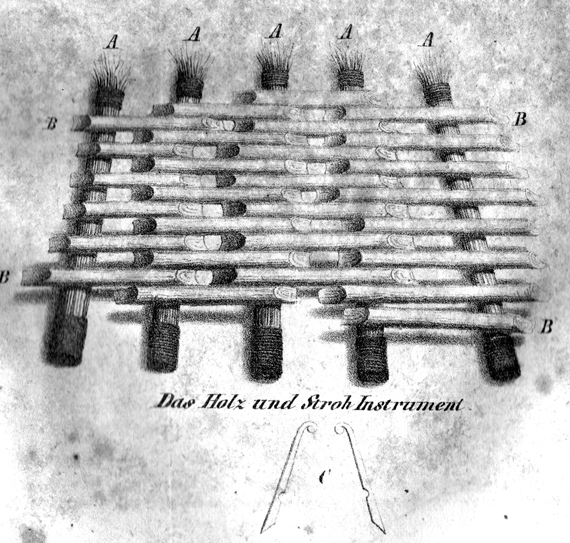
Ксилофон, усовершенствованный Гузиковым

Гузиков начал играть на белорусском народном инструменте, носившем название «брусочки» или «соломенная гармоника», и серьёзно его усовершенствовал, создав, по сути, современную модель четырёхрядного ксилофона с объёмом в две с половиной октавы хроматического диапазона. За три года он достиг высокой степени мастерства в исполнении на нём и стал давать сольные концерты. Выступления Гузикова в 1834 году в Киеве, Москве, Одессе пользовались большой популярностью, и на следующий год при поддержке польского скрипача Кароля Липинского и поэта Альфонса Ламартина были организованы его гастроли в Париже, Праге, Франкфурте, Вене и других европейских городах.
Концерты, на которых музыкант выступал в традиционном еврейском костюме в сопровождении ансамбля, состоявшего из его родственников, имели огромный успех. В репертуар Гузикова входили как народные еврейские мелодии, так и собственные переложения сочинений Вебера, Гуммеля, Паганини и других классических композиторов. Творческая карьера Гузикова была недолгой: его ослабленное здоровье не выдержало концертных нагрузок, и он умер от туберкулёза в Ахене в возрасте 31 года.

## Творчество
Об исполнительском искусстве Гузикова положительно отзывались ведущие музыканты того времени, такие как Феликс Мендельсон и Фердинанд Хиллер. Музыковед Франсуа Фети написал о нём статью в своём труде «Биографии музыкантов».
Гузиков имеет большое значение как создатель модели ксилофона, использовавшейся в течение нескольких десятилетий практически без изменений. Благодаря ему ксилофон смог стать полноценным инструментом классической музыки.
Оригинальные сочинения Гузикова не сохранились.